# Fluoritová struktura
Fluoritová struktura je druh struktury sloučenin odpovídajících vzorci MX2. Ionty X obsazují osm tetraedrických míst a ionty M vytvářejí plošně centrovanou krychlovou strukturu.  Pojmenována je podle fluoritu (CaF2).
Řada sloučenin se vzorcem M2X má antifluoritovou strukturu, kdy jsou polohy aniontů a kationtů oproti fluoritu prohozené, takovou látkou je například silicid hořečnatý, Mg2Si, v němž je každý silicidový anion obklopen osmi hořečnatými kationty a každý hořečnatý kation sousedí se čtyřmi silicidovými anionty.

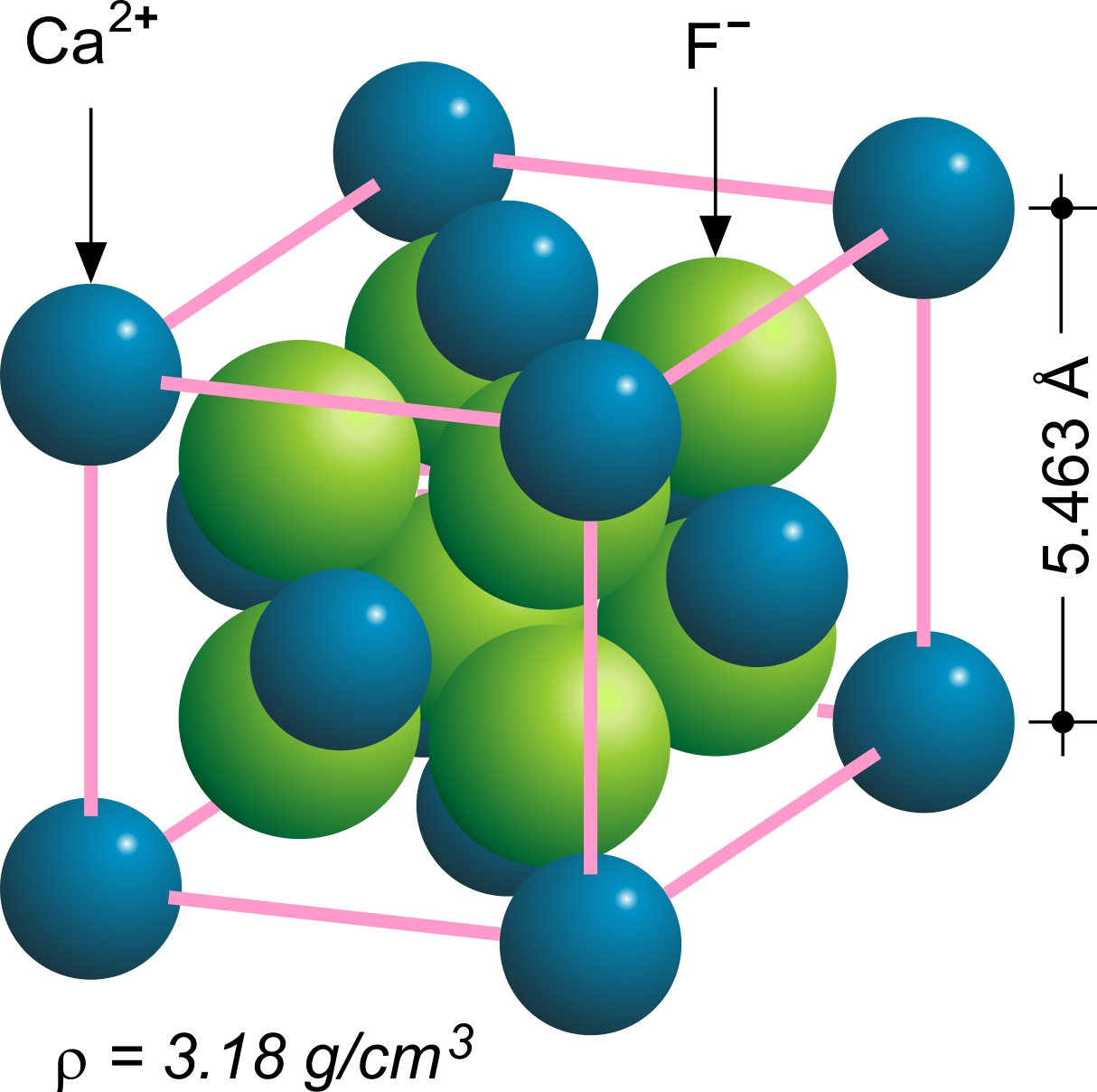
Fluoridová struktura u fluoridu vápenatého, CaF2
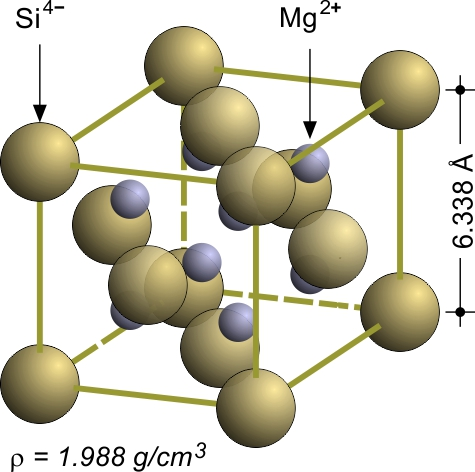
Antifluoritová struktura silicidu hořečnatého, Mg2Si

| Látka  | Mřížková konstanta (pm) | Krystalová struktura |
| ------ | ----------------------- | -------------------- |
| BaF2   | 619,6                   | fluoritová           |
| β-PbF2 | 594                     | fluoritová           |
| PuO2   | 539,9                   | fluoritová           |
| SrF2   | 579,96                  | fluoritová           |
| UO2    | 547,065                 | fluoritová           |
| CaF2   | 546,3                   | fluoritová           |
| ZrO2   | 514                     | fluoritová           |
| K2O    | 644,9                   | antifluoritová       |
| K2S    | 740,6                   | antifluoritová       |
| Li2O   | 461                     | antifluoritová       |
| Na2O   | 555                     | antifluoritová       |
| Na2S   | 654                     | antifluoritová       |
| Rb2O   | 674                     | antifluoritová       |
| Mg2Si  | 633,8                   | antifluoritová       |